# Wang Yifang
Wang Yifang (chinesisch 王貽芳 / 王贻芳, Pinyin Wáng Yífāng, * 20. Februar 1963 in Nanjing, Provinz Jiangsu) ist ein chinesischer Elementarteilchen- und Beschleunigerphysiker. Er war von 2011 bis zum Oktober 2024 Direktor des Instituts für Hochenergiephysik (IHEP) der Chinesischen Akademie der Wissenschaften in Peking und ist bekannt für Beiträge zur Neutrinophysik, insbesondere seine führende Rolle (mit Kam-Biu Luk) beim Daya-Bay-Experiment zur Bestimmung des letzten unbekannten Neutrinomischungswinkels θ13 (siehe Neutrinooszillation). Er ist Projektleiter des Jiangmen Underground Neutrino Observatory (JUNO).

## Leben und Wirken
Nach dem Bachelor-Abschluss in Physik an der Universität Nanjing (1984) war er bei Samuel C. C. Ting am L3-Experiment des Large Electron-Positron Collider (LEP) des CERN. 1991/92 war er am Istituto Nazionale di Fisica Nucleare, wurde 1991 an der Universität Florenz promoviert, war 1992 bis 1996 im Laboratory for Nuclear Science des Massachusetts Institute of Technology und 1996 bis 2001 an der Stanford University. Ab 2001 war er wieder in China am IHEP als Professor und stellvertretender Direktor des Zentrums für Experimentalphysik. 2011 wurde er dort Direktor.
Er war neben dem L3-Experiment (wo er Gruppenleiter war, zuständig für Suche nach neuen Teilchen und Multi-Photonen-Analyse) und Daya-Bay am Alpha-Magnet-Spektrometer, einem Satellitenexperiment für kosmische Höhenstrahlung von Samuel C. C. Ting, am KamLand-Neutrinoexperiment in Kamioka und Palo Verde Neutrionexperiment beteiligt. Von ihm stammen:
- Eine neue Methode zur Bestimmung von optimaler Energie und Grundlinie in Long Baseline Neutrino Experimenten
- die Swap-Methode zur Ausschaltung zeitsymmetrischen Stör-Hintergrunds für die Ermittlung Zeit-asymmetrischer Signale insbesondere in der Neutrinophysik
- eine neue Berechnung des störenden Neutronenhintergrunds aus kosmischer Strahlung
- der Vorschlag eines Wassertank-basierten Cherenkov-Kalorimeters und eines neuen Typs von Detektor für solare Neutrinos

Er war verantwortlich für die dritte Ausbaustufe des Detektors (BES III) im Beijing Electron Positron Collider. Bis 2011 war er dessen Projektmanager und Sprecher der Kollaboration.
Von 2011 bis Oktober 2024 war er Direktor des IHEP. In dieser Zeit betreute er seit 2014 den Aufbau des Jiangmen Underground Neutrino Observatory (JUNO). Er ist weiterhin dort Projektleiter und Sprecher der internationalen JUNO-Kollaboration.

## Ehrungen
2014 erhielt er mit Kam-Biu Luk den Panofsky-Preis und für 2016 den Breakthrough Prize in Fundamental Physics. Für 2016 wurde ihm der Bruno-Pontecorvo-Preis zugesprochen.
2017 erhielt er die Ehrendoktorwürde von der Ruhr-Universität Bochum für seine Forschungen im Bereich der Neutrinooszillation.
2024 wurde Wang zum Mitglied der National Academy of Sciences gewählt, 2025 zum Mitglied der American Academy of Arts and Sciences und zum Auswärtigen Mitglied der Royal Society.

## Schriften (Auswahl)
Daya-Bay-Kollaboration:
- F.P. An et al., Observation of Electron-Antineutrino Disappearance at Daya Bay, Phys. Rev. Lett. 108, 171803 (2012), Arxiv.